# المسحراتي (مسلسل)
المسحراتي هو برنامج رسوم متحركة مصري، عُرض لأول مرة في 29 يونيو 2014.

## طاقم العمل
- صلاح عبد الله
- عبد الفتاح مختار البنا ( المؤلف )